# チトラーンガダ
チトラーンガダ（梵: चित्रांगद, Citrāṅgada）は、インドの叙事詩『マハーバーラタ』の登場人物である。クル国の王シャーンタヌと妃サティヤヴァティーの子で、ヴィチトラヴィーリヤの兄。シャーンタヌの死後に王となった。聡明かつ武勇に優れ、人間の諸王のみならず諸天やアスラ族さえも戦争で破った。しかしチトラーンガダと同名のガンダルヴァ王が攻めてきて大戦争となり、クルクシェートラで3年間戦った末に、チトラーンガダは殺されたという。